# 1280

## أحداث
- بدء أعمال الإنشاء في القسم الشمالي من قناة الصين الكبرى.
- انتهاء التوسعة الأخيرة في كاتدرائية لينكولن.
- أبريل 1280 - تمرد شمس الدين سنقر الأشقر في دمشق على سلطان المماليك قلاوون ومطالبته بالشام كلها.
- توماس الثالث صاحب سافوي يغزو تورين، لتصبح عاصمة آل سافوي.

## مواليد
- محمد أولجايتو
- بيرجر صاحب السويد.
- وو تشين، رسام صيني.
- مانسا موسى

## وفيات
- ألبيرتوس ماغنوس
- 22 أغسطس – البابا نيكولاس الثالث.
- 15 نوفمبر – ألبرتوس ماجنوس، لاهوتي ألماني.
- ماجنوس السادس صاحب النرويج.